# Empoasca crepidula
Empoasca crepidula är en insektsart som beskrevs av Wheeler 1939. Empoasca crepidula ingår i släktet Empoasca och familjen dvärgstritar.
Artens utbredningsområde är Arizona. Inga underarter finns listade i Catalogue of Life.